# Françoise Barré-Sinoussi
Françoise Barré-Sinoussi (París, França, 30 de juliol de 1947) és una viròloga francesa, directora de la Divisió de Regulació d'Infeccions Retrovirals i professora de l'Institut Pasteur de París, França. Va realitzar treballs fonamentals per a la identificació del virus de la immunodeficiència humana (VIH) com a causa de la sida i fou guardonada amb el Premi Nobel de Medicina l'any 2008, juntament amb el seu antic mentor, Luc Montagnier, pel seu descobriment del virus de la immunodeficiència humana (VIH).

## Biografia
Va néixer el 30 de juliol de 1947 a la ciutat de París, al sí d'una família modesta. Barré-Sinoussi es va interessar per la ciència des de molt jove. Durant les seves vacances de nena, es passava hores analitzant insectes i animals, comparant els seus comportaments i tractant d'entendre per què uns corren més ràpid que d'altres, per exemple. Poc després, Barré-Sinoussi es va adonar que tenia molt de talent per a les ciències en comparació amb els seus cursos d'humanitat. Va expressar als seus pares el seu interès per assistir a la universitat per estudiar ciències o convertir-se en investigadora. Barré-Sinoussi va admetre que estava més interessada a ser metge, però en aquell moment tenia la falsa impressió que estudiar medicina era més car i més llarg que una carrera de ciències. Per això començà els seus estudis de ciències biomèdiques a la Facultat de Ciències de La Sorbona. Després de dos anys d'estudi a la universitat, Barré-Sinuossi va intentar trobar una feina a temps parcial en un laboratori per assegurar-se que havia triat la carrera correcta. Després de gairebé un any cercant feina de laboratori, finalment va ser acceptada per l'Institut Pasteur. El seu treball a temps parcial a l'Institut Pasteur es va convertir ràpidament en un treball a temps complet. Va començar a assistir a la universitat només per fer els exàmens i va haver de recórrer als apunts dels seus amics perquè no assistia regularment a classe. Tot i això, Barré-Sinoussi treia millors notes en els exàmens que abans perquè per fi tenia la motivació necessària en adonar-se que el que volia era estudiar una carrera científica. L'any 1970 coneix a Jean-Claude Chermann, director d'un laboratori al Institut Pasteur a Marnes-la-Coquette i entra en el seu equip. Es doctorà el 1974 en aquest mateix centre i el 1975 ingressà a l'Institut Nacional de Sanitat i Recerca Mèdica de la capital francesa (INSERM). Es va retirar de la recerca el 31 d'agost del 2015 i es va retirar per complet durant el 2017.

## Recerca i activitat científica
Durant els primers anys de l'epidèmia de sida, entre 1981 i 1984, encara no s'havia identificat la causa viral del brot. En col·laboració amb Luc Montagnier, Jean-Claude Chermann i altres persones de l'institut, Barré-Sinoussi va aïllar i cultivar un retrovirus a partir d'una biòpsia d'un gangli limfàtic inflamat d'un pacient amb risc de patir sida. Aquest virus es coneixeria posteriorment com a VIH-1, l'agent causant del brot. Aquest descobriment va permetre el desenvolupament de proves de diagnòstic per ajudar a controlar la propagació del virus, per informar sobre el tractament de les persones que viuen amb SIDA, i per a molts avenços importants en la ciència del VIH / SIDA que finalment van salvar innumerables vides.
Barré-Sinoussi va crear el seu propi laboratori a l'Institut Pasteur el 1988. Entre moltes de les seves contribucions recents a la investigació es troben els estudis sobre diversos aspectes de la resposta immunitària adaptativa a la infecció vírica, el paper de les defenses immunitàries innates de l'hoste en el control del VIH/SIDA, els factors que intervenen en la transmissió maternoinfantil del VIH, i les característiques que permeten a un petit percentatge d'individus seropositius, coneguts com a supressors o controladors d'elit, limitar la replicació del VIH sense medicaments antiretrovirals. És coautora de més de 240 publicacions científiques, ha participat en més de 250 conferències internacionals i ha format a molts joves investigadors.
Barré-Sinoussi ha col·laborat activament en diverses societats i comitès científics de l'Institut Pasteur, així com en altres organitzacions dedicades a la sida, com l'Agència Nacional de Recerca sobre la Sida de França. També s'ha implicat a nivell internacional, especialment com a consultora de l'OMS i d'ONUSIDA-VIH.
Des dels anys 80, Barré-Sinoussi ha iniciat col·laboracions amb països en vies de desenvolupament i ha gestionat xarxes multidisciplinàries amb dedicació. El 2016, va ser entrevistada pel Sunday Observer i va reflexionar sobre com Jamaica està afrontant el VIH. Treballa constantment en l'establiment de vincles permanents entre la investigació bàsica i la investigació clínica amb l'objectiu d'aconseguir millores concretes en les àrees de prevenció, atenció clínica i tractament.
La professora Barré-Sinoussi creu que els científics han fet progressos constants gràcies al desenvolupament del tractament antiretroviral al qual, segons ONUSIDA, tenen accés 17 milions de persones que viuen amb la sida a tot el món, però trobar una cura, o cures, portarà temps i una inversió contínua en recerca. Com a copresidenta de la 21a Societat Internacional de la Sida (IAS), va dir que la recerca d'una estratègia curativa del VIH és un objectiu de summa importància i una prioritat per al futur de la investigació sobre el VIH. A més, tot i que la investigació per aconseguir aquestes cures es troba en una fase formativa, s'estan produint avenços significatius cap a la cura del VIH.
El 2009, va escriure una carta oberta al Papa Benedicto XVI en protesta per les seves declaracions que els preservatius són, en el millor dels casos, ineficaços en la crisi de la sida.
El juliol del 2012, Barré-Sinoussi es va convertir en presidenta de la Societat Internacional de la Sida.
Descobriment del VIH
Quan Françoise Barré-Sinoussi va començar a treballar en retrovirus a l'Institut Pasteur, hi havia grans programes als Estats Units que treballaven a l'associació entre el càncer i els retrovirus, així que va decidir estudiar la relació entre els retrovirus i la leucèmia en ratolins. Després de l'aparició de la nova malaltia (que encara no s'anomenava SIDA), un grup de metges francesos va acudir a l'Institut Pasteur per plantejar una pregunta bastant senzilla: aquesta nova malaltia és causada per un retrovirus? Després de moltes discussions amb altres col·legues, entre ells Luc Montagnier, van arribar a la conclusió que l'agent causant d'aquesta nova malaltia podia ser un retrovirus, però no era l'HTLV, l'únic retrovirus conegut en aquell moment, a causa de les seves diferents característiques definitòries. A principis dels anys 80, Barré-Sinoussi ja estava familiaritzat amb la tècnica de detecció de l'activitat de la transcriptasa inversa. Si l'activitat de la transcriptasa inversa hi és present, confirma que el virus és un retrovirus.
El desembre de 1982, es van iniciar fortes investigacions i les observacions clíniques van suggerir que la malaltia atacava les cèl·lules immunitàries a causa de la important depleció de cèl·lules CD4. Tanmateix, la depleció dels limfòcits CD4 feia molt difícil aïllar el virus en els pacients amb la malaltia coneguda posteriorment com ara, SIDA. A causa de la dificultat d'aïllar una cèl·lula infectada d'un pacient amb progressió tardana de la malaltia, Barré-Sinoussi i els seus col·legues van decidir utilitzar una biòpsia de gangli limfàtic d'un pacient amb limfadenopatia generalitzada. La limfadenopatia generalitzada era un símptoma comú dels pacients en les primeres etapes de la progressió de la malaltia. En la segona setmana de comprovació de l'activitat de la transcriptasa inversa en els cultius cel·lulars de la biòpsia, es va detectar una activitat enzimàtica que va augmentar durant un breu període fins que l'activitat de la transcriptasa inversa va disminuir dràsticament després que els limfòcits T del cultiu comencessin a morir. Barré-Sinoussi i els seus col·legues van decidir afegir limfòcits d'un donant de sang per salvar el cultiu i es va demostrar que tenia èxit després que el virus es transmetés als limfòcits nouvinguts del donant de sang i es detectés de nou una activitat significativa de la transcriptasa inversa. En aquell moment, el virus va rebre el nom de LAV, per Lymphadenopathy Associated Virus (virus associat a la limfadenopatia), que més tard passaria a anomenar-se VIH, el virus de la immunodeficiència humana.
El 1983 va marcar l'inici de la carrera de Barré-Sinoussi en la investigació del VIH, que va continuar fins a la seva jubilació. També va ser l'any en què va quedar clar que el VIH no només era un objectiu per al que es coneixia com les 4H, homosexuals, hemofílics, haitians i heroinòmans, sinó que el VIH també es dirigia als heterosexuals, cosa que feia molt probable que la malaltia relacionada amb el VIH, la sida, fos una epidèmia.
Lideratge
Francoise Barré-Sinoussi va romandre a l'Institut Pasteur i va ser nomenada cap de la Unitat de Biologia dels Retrovirus el 1992. La Unitat de Biologia dels Retrovirus va ser reconfirmada el 2005 i va passar a anomenar-se Unitat de Regulació de les Infeccions Retrovirals. En l'actualitat, la unitat treballa en la recerca de vacunes contra el VIH i els correlats de la protecció contra la SIDA per a la immunoteràpia. La carrera de Barré-Sinoussi també ha inclòs la integració amb països de recursos limitats, com Vietnam i la República Centreafricana. Les seves experiències de treball en països en vies de desenvolupament amb l'Organització Mundial de la Salut van ser experiències realment reveladores per a ella i la van motivar a seguir col·laborant científicament amb diversos països d'Àfrica i Àsia.
Aquesta col·laboració ha promogut nombrosos intercanvis i tallers entre joves científics de països amb recursos limitats i investigadors de París.
Françoise Barré-Sinoussi va ser elegida membre de Consell de Govern de la Societat Internacional de la Sida (IAS) en 2006 i va ser presidenta de l'IAS de 2012 a 2016. Barré-Sinoussi va treballar en el Comitè Assessor de la 9a Conferència de la IAS sobre la Ciència de VIH, que va tenir lloc al juliol de 2017, i en l'actualitat és copresidenta de la IAS, que treballa per una iniciativa de cura de VIH.

## Premi Nobel i altres assoliments
- L'any 2008 li fou concedit el Premi Nobel de Medicina o Fisiologia, juntament amb Luc Montagnier, pel descobriment del virus de la immunodeficiència humana. Compartiren el premi amb Harald zur Hausen, si bé aquest guardonat pels seus treballs sobre el virus del papil·loma humà.[3]

- L'any 2006, va ser nomenada Oficial de l'Ordre Nacional de la Legió d'Honor (Ordre national de la Légion d'honneur) i va ser elevada a Comendador en 2009. El 2013 va ser ascendida a la dignitat de Gran Oficial.
- El maig de 2009 va rebre un doctorat honorari en ciències de la Universitat de Tulane, i el juliol de 2014 un doctorat honorari en medicina de la Universitat de Nova Gales del Sud.
- El Premi Sovac.
- El Premi Europeu de Ciències Körber (també conegut com a Premi de la Fundació Körber per a la Promoció de la Ciència Europea).
- El Premi de l'Acadèmia de Ciències de França (Académie des sciences).
- Premi Internacional Rei Faisal.
- Premi de la Societat Internacional de la Sida.